# 萊克城 (愛荷華州)
萊克城（英語：Lake City）是一個位於美國愛荷華州卡爾霍恩縣的城市。

## 地理
萊克城的座標為42°16′07″N 94°44′49″W / 42.26861°N 94.74694°W，而該地的平均海拔高度為378米（即1240英尺）。

## 人口
根據2010年美國人口普查的數據，萊克城的面積為12.46平方千米，當中陸地面積為12.46平方千米，而水域面積為0.00平方千米。當地共有人口1727人，而人口密度為每平方千米138人。